# Trekstraal
Trekstraal (Engels: tractor beam) is een fictief apparaat uit de sciencefictionwereld. De trekstraal werd waarschijnlijk bedacht door de Amerikaanse sciencefictionschrijver E.E. Smith.

## Eigenschappen
De trekstraal wordt vooral op ruimteschepen en ruimtestations gebruikt, maar andere toepassingen komen ook soms voor. Meestal wordt een trekstraal gebruikt om ruimteschepen vast te houden; de straal zorgt ervoor dat dat schip door middel van de trekstraal "vast" zit. Een andere toepassing van het apparaat is het gebruik als flexibele "kraan"; om ruimteshuttles, vracht, kleine ruimte-objecten of brokstukken binnen te halen. Ook kan de straal worden gebruikt om te manoeuvreren, door de straal op een planeet, maan of planetoïde te richten.

## Trekstraal als wapen
In veel sciencefictionverhalen wordt de trekstraal als wapen gebruikt: om vijandige schepen vast te houden zodat ze kunnen worden geënterd of als vernietigingswapen; met de trekstraal, eventueel aangevuld met een "duwstraal" kan structurele schade aan schepen worden toegebracht.
Wanneer de trekstraal in een verhaal als wapen dient, zijn er meestal ook verdedigingswapens tegen de straal. Vaak is dit een neutraliserende straal die de trekkracht van de trekstraal opheft, maar ook verstrooiings-, afweer-, en stoptechnieken komen voor. Een andere manier om een trekstraal te neutraliseren is om de trekstraalzender onder vuur te nemen of op een andere manier te overbelasten, bijvoorbeeld door via de straal een grote hoeveelheid energie "terug" te sturen.

## Realiteit
In de werkelijkheid is er zelfs geen theoretische mogelijkheid voor een praktisch inzetbare straal die vergelijkbaar is met de trekstraal uit de sciencefiction, maar op microscopisch niveau bestaat er wel een trekstraal-achtige techniek: met een optisch pincet, een op de juiste manier gefocusseerde laserbundel, kunnen kleine voorwerpen met behulp van licht worden verplaatst en gemanipuleerd.

## Trekstraal in sciencefiction

### Film
- Spaceballs
- Star Wars

### Televisie
- Star Trek
- Babylon 5

### Computerspellen
- EVE Online
- Galaga (Commodore 64)
- Half-Life 2 (Gravity Gun)
- Portal
- Portal 2
- Metroid-serie (Nintendo)